# 울산 동구의 국회의원

## 행정 구역 변천
- 1988년 1월 1일 중구 방어동·일산동·화정동·미포동·전하동·동부동·서부동·주전동에 경상남도 울산시 동구 설치
- 1997년 7월 15일 중구 염포동을 동구에 편입, 울산광역시 동구
- 1998년 3월 1일 동구 염포동을 북구에 편입

## 울산 동구의 역대 국회의원
| 대수   | 이름           | 소속정당     | 임기                              | 선거구역         |
| ------ | -------------- | ------------ | --------------------------------- | ---------------- |
| 제13대 | 정몽준(鄭夢準) | 무소속       | 1988년 5월 30일 ~ 1992년 5월 29일 | 울산시 동구 일원 |
| 제14대 | 정몽준(鄭夢準) | 통일국민당   | 1992년 5월 30일 ~ 1996년 5월 29일 | 울산시 동구 일원 |
| 제15대 | 정몽준(鄭夢準) | 무소속       | 1996년 5월 30일 ~ 2000년 5월 29일 | 울산시 동구 일원 |
| 제16대 | 정몽준(鄭夢準) | 무소속       | 2000년 5월 30일 ~ 2004년 5월 29일 | 동구 일원        |
| 제17대 | 정몽준(鄭夢準) | 국민통합21   | 2004년 5월 30일 ~ 2008년 5월 29일 | 동구 일원        |
| 제18대 | 안효대(安孝大) | 한나라당     | 2008년 5월 30일 ~ 2012년 5월 29일 | 동구 일원        |
| 제19대 | 안효대(安孝大) | 새누리당     | 2012년 5월 30일 ~ 2016년 5월 29일 | 동구 일원        |
| 제20대 | 김종훈(金鍾勳) | 무소속       | 2016년 5월 30일 ~ 2020년 5월 29일 | 동구 일원        |
| 제21대 | 권명호(權明浩) | 미래통합당   | 2020년 5월 30일 ~ 2024년 5월 29일 | 동구 일원        |
| 제22대 | 김태선(金台善) | 더불어민주당 | 2024년 5월 30일 ~                 | 동구 일원        |

## 같이 보기
- 울산 중구의 국회의원
- 울산 남구의 국회의원
- 울산 북구의 국회의원
- 울주군의 국회의원
- 동구 (울산 선거구)